# Mesitornis
Mesitornis là một chi chim trong họ Mesitornithidae.